# Amaryllidaceae
Amaryllidaceae este o familie de plante perene cu rizomi sau bulbi, cuprinzând circa 60 genuri și peste 800 specii răspândite în regiunile calde și temperate ale globului.

## Genuri
| - Agave - Alstroemeria - Amaryllis - Anigosanthus - Beschorneria - Bomarea - Brunsvigia - Chlidanthus | - Clivia - Crinum - Curculigo - Cyrtanthus - Doryanthes - Eucharis - Galanthus - Haemanthus | - Hippeastrum - Hymenocallis - Hypoxis - Ixiolirion - Leucojum - Lycoris - Narcissus - Nerine | - Pancratium - Polianthes - Rhodohypoxis - Sprekelia - Sternbergia - Vallota - Zephyranthes |

## Specii din România
Flora României conține 17 specii spontane și cultivate ce aparțin la 5 genuri:
- Amaryllis
  - Amaryllis bella-donna – Crin de glastră
  - Amaryllis vittata – Crin de glastră
- Galanthus
  - Galanthus elwesii – Ghiocei
  - Galanthus nivalis – Ghiocei
  - Galanthus plicatus – Ghiocei
- Leucojum
  - Leucojum aestivum – Ghiocei de baltă
  - Leucojum vernum – Ghiocei bogați
- Narcissus
  - Narcissus bulbocodium – Narcise
  - Narcissus jonquilla – Narcise
  - Narcissus poeticus – Narcise
  - Narcissus pseudonarcissus – Narcise
  - Narcissus radiiflorus – Coprine
  - Narcissus tazetta – Narcise
  - Narcissus x incomparabilis – Narcise
  - Narcissus x medioluteus – Narcise
  - Narcissus x odorus – Narcise
- Sternbergia
  - Sternbergia colchiciflora – Ghiocel de toamnă

## Imagini

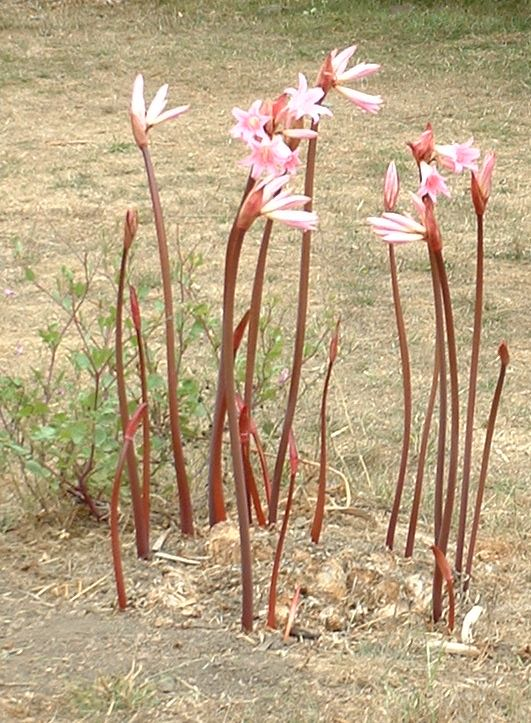
Amaryllis belladonna
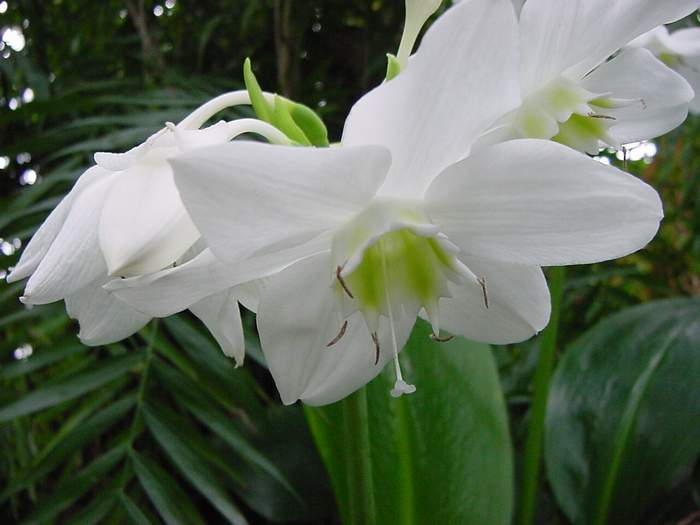
Eucharis amazonica
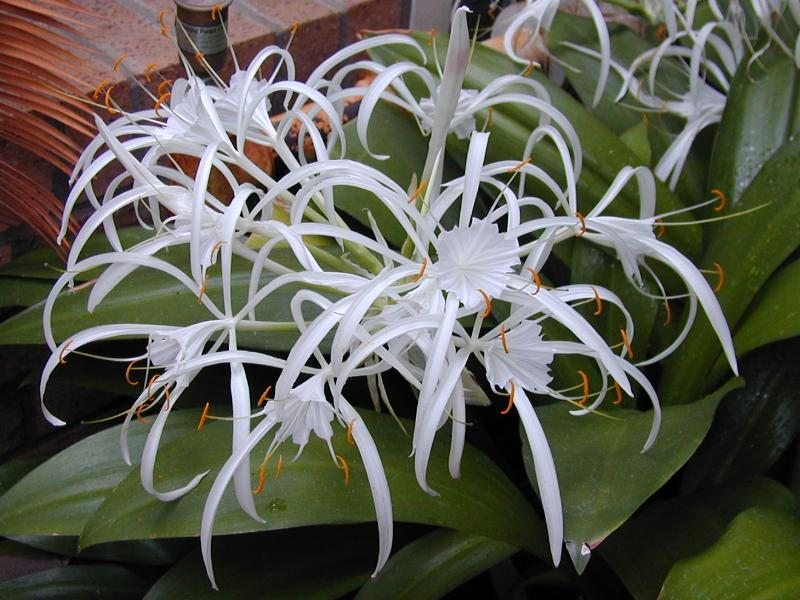
Hymenocallis caribaea

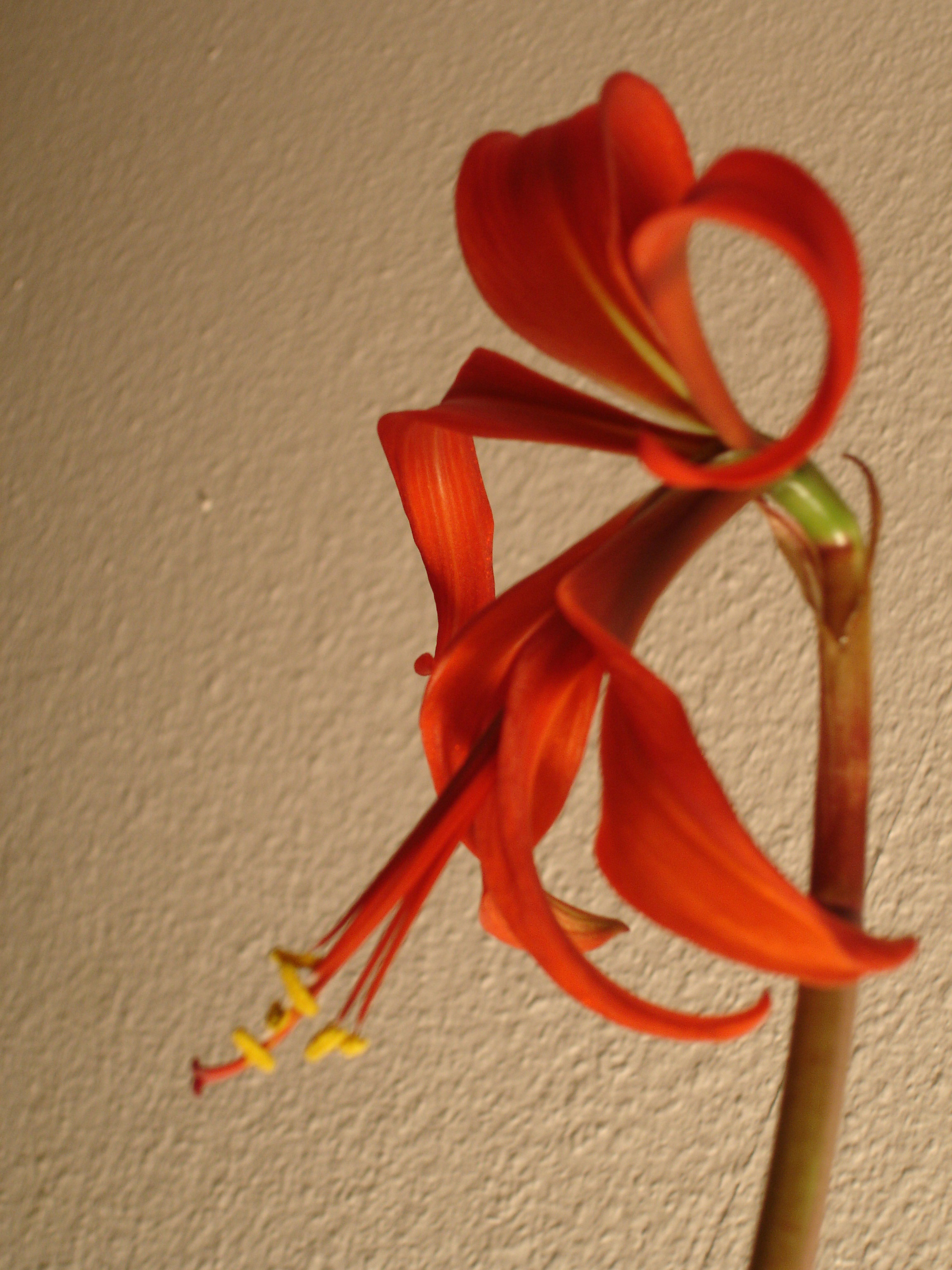
Sprekelia formosissima
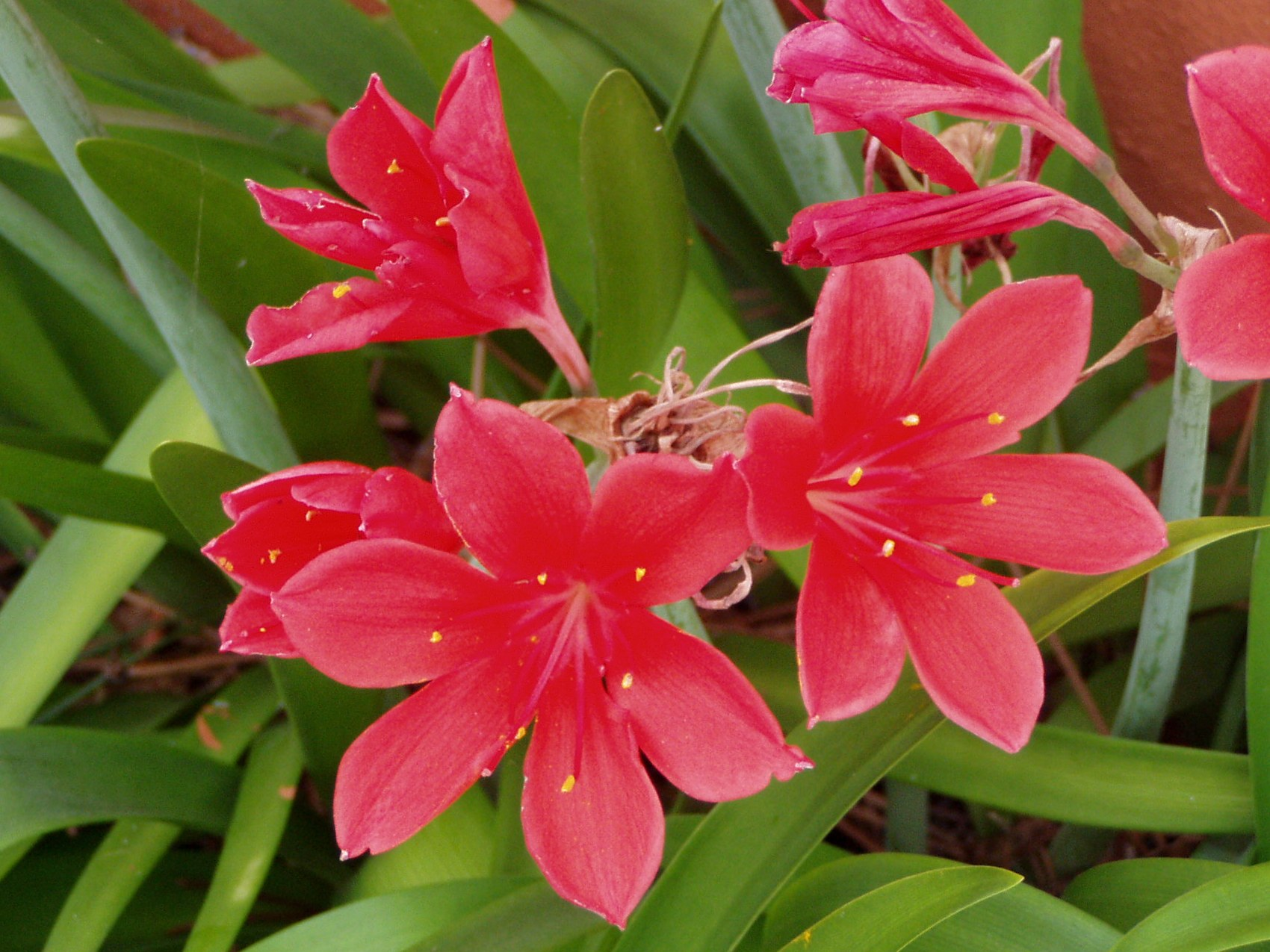
Vallota speciosa
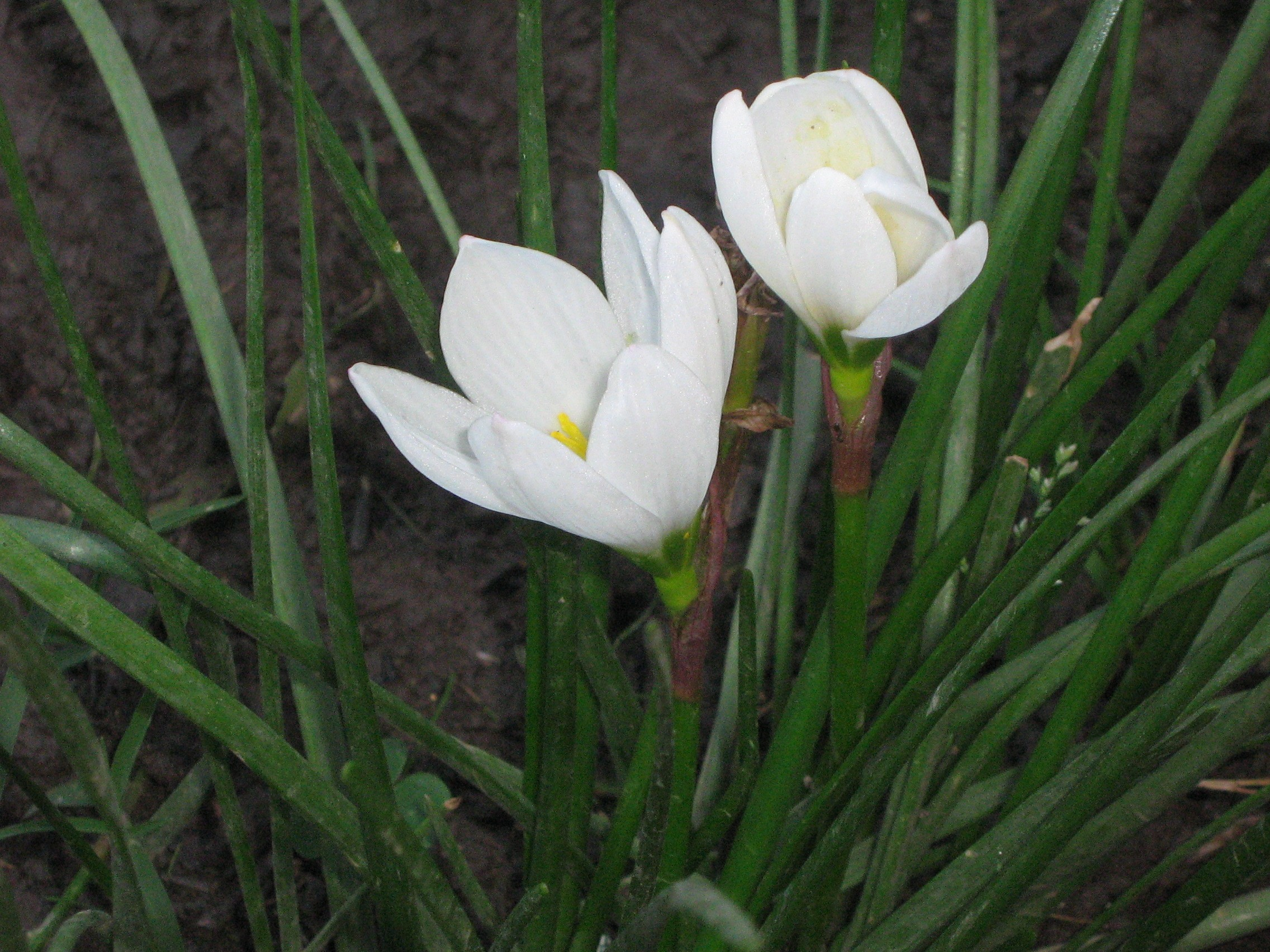
Zephyranthes candida